# Ernst Berliner (Mikrobiologe)
Ernst Berliner (* 15. September 1880 in Berlin; † 28. Oktober 1957 in Auerbach) war ein deutscher Mikrobiologe und Biochemiker.

## Leben
Der Sohn von Albrecht Berliner und Hedwig geb. Köppen, besuchte das Humboldt-Gymnasium, das er 1901 mit dem Abitur verließ. Von 1900 bis 1904 studierte er Maschinenbau an der
Königlich Technischen Hochschule Charlottenburg und danach bis 1908 Naturwissenschaften an der Friedrich-Wilhelms-Universität zu Berlin bei Oscar Hertwig, Rudolf Virchow (?), Ludwig Plate, Warburg, Fritz Schaudinn, Max Hartmann, Franz Eilhard Schulze und Wilhelm von Branca. Während seines Studiums wurde er 1902 Mitglied der Burschenschaft Gothia Charlottenburg. Anschließend war er wissenschaftlich tätig am Zoologischen Institut der Universität und am Robert-Koch-Institut. Am 8. Mai 1909 promovierte er zum Dr. phil. mit einer Arbeit zu Flagellatenstudien.
Von 1909 bis 1912 war er an der Versuchsanstalt für Getreideverarbeitung in Berlin Assistent von Johannes Buchwald und später Abteilungsleiter. Hier untersuchte er eine Infektionskrankheit von Mehlmottenraupen. Im Sommer 1909 war aus einer Thüringer Mühle eine Sendung von Mehlmottenraupen eingegangen, in der die Krankheit aufgetreten war, die sich dann seuchenartig im Institut ausbreitete. 1911 berichtete er erstmals darüber in der Zeitschrift für Getreidewesen und 1915 erschien die ausführliche Publikation Über die Schlaffsucht der Mehlmottenraupe (Ephestia kühniella Zell.) und ihren Erreger Bacillus thuringiensis in der Zeitschrift für angewandte Entomologie.
Von 1912 bis 1914 war er Abteilungsleiter der agrikulturchemischen Kontrollstation der Landwirtschaftskammer Halle. Als Freiwilliger im Ersten Weltkrieg wurde er Leutnant und Kompanieführer in Frankreich und Russland und mit dem Eisernen Kreuz 2. und 1. Klasse ausgezeichnet.
Ab 1920 war er leitender Chemiker beim schwedischen Mühlenkonzern Malmö Stora Walskvarn und ab 1927 bei der Frankfurter MIAG Leiter des Forschungsinstituts für Getreidechemie.
1921 heiratete er Helene Martha Ast († 1954), mit der er die Kinder Kurt Albrecht (1921–1944) und Hildur Hedwig (* 1928) hatte.
1931 führte er das Forschungsinstitut für Getreidechemie in Darmstadt-Eberstadt selbständig weiter. Von 1927 bis 1933 war er an der TH Darmstadt Privatdozent für Getreide-Chemie.
Zwischen 1933 und 1945 wurde er rassisch und politisch verfolgt, erhielt Arbeitsbeschränkungen und Veröffentlichungsverbot und war 1944 von der Geheimen Staatspolizei zusammen mit seiner Frau zeitweilig inhaftiert. Von 1936 bis 1938 konnte er noch wissenschaftliche Ausbildungskurse in Wien, Prag, Zürich und Paris leiten.
Von 1949 bis 1957 hatte er mit Kurt Neitzert (* 1911) eine Arbeitsgemeinschaft im Forschungsinstitut für Getreidechemie in Darmstadt-Eberstadt. 1950 initiierte er die alljährliche Jugenheimer Diskussionstagung der Arbeitsgemeinschaft Getreide-Chemie. 1955 wurde er mit dem Verdienstkreuz am Bande ausgezeichnet.